# T-双対
T-双対(T-duality)は、様々な弦理論の小さな距離と長い距離の間の関係の古典的記述が、それらの特別な場合となるという場の量子論の対称性である。 ブッシャー(T. H. Buscher)の論文の中でこの話題の議論が始まり、マルティン・ロセック(Martin Rocek)とエリック・ヴァーリンデ(Erik Verlinde)によりさらに深められた。T-双対は、通常の素粒子物理学の中には存在しない。弦が粒子の動きとは点粒子とは基本的に異なる方法で時空を伝播する。T-双対が理解される以前には、関連がないと考えられていた異なる弦理論を関連づける。T-双対は、第二超弦理論革命の中で進化した。

## 量的な記述
弦理論は、普通の空間次元 3と時間次元 1に加えて、余剰次元を予言する。これらの余剰次元の異なるサイズや形は、4次元の低エネルギー物理に現れる異なる力や異なる粒子となるので、異なった形の宇宙は異なった物理を持つであろう。しかし、これらの多くの幾何学が同じ物理を結果し、これがT-双対の基礎となっている。
例えば、次元の一つが半径 R の円の場合を考える。この方向へ粒子や弦は運動量を持つので、そのような状態をカルツァ・クラインモードと呼ぶ。この方向の運動量は、次を満たすことで量子化される。
{\displaystyle p={\frac {n}{R}}}
半径 R を小さくすると、モードの一つで励起させるさせることにさらにエネルギーが必要となる。他方、R が大きくすると、カルツァ・クライン状態のあいだの間隔が小さくなり、半径が無限大の極限で、運動量はもはや量子化されていない。
粒子とは異なり、閉弦はまた余剰次元に巻き付くこともできる。そのような状態を巻き付きモードと言う。巻き付きモードを励起するエネルギーは、半径 R に比例して量子化されているので、半径が小さくなるにつれて、巻き付きモードが小さくなるので、半径がゼロとなる極限ではもはや量子化されない。一方、半径が大きくなると巻き付きモードを励起することに使うエネルギーは大きくなる。このカルツァ・クラインモードの振る舞いは反対で、巻き付きモードとカルツァ・クラインモードを入れ替えると、半径が小さいと大きい閉弦の振る舞いは同じになる。半径 R での物理と半径 α'/R での物理が同じになる。この関係がT-双対の例である。

## ボゾン弦
T-双対のアイデアを説明するために、半径 R の円へコンパクト化されたボゾン弦を考える。弦は、純粋な運動量 p をコンパクト化された次元の中でも持っている。この粒子の場合には、運動量は 1/R の単位に量子化されているはずである。
{\displaystyle p={\frac {n}{R}}}
ここに n は整数である。しかし、粒子の場合とは違い、閉弦はコンパクト化した次元の周りに巻きついているかもしれない。その次元の周りに巻き付いた回数を巻き付き数 w と言う。従って、閉弦の質量は、
{\displaystyle m^{2}={\frac {n^{2}}{R^{2}}}+{\frac {w^{2}R^{2}}{\alpha ^{\prime 2}}}+{\frac {2}{\alpha '}}\left(N+{\tilde {N}}-2\right)}
となる。ここに N と Ñ は閉弦の左-(left-) と右-移動(right-mover)の励起で、α' は、傾きパラメータ(slope parameter)である。このスペクトルは次の変換の下に不変である。
{\displaystyle R\leftrightarrow \alpha '/R\quad n\leftrightarrow w}
すなわち、閉弦のスペクトルは半径 α'/R の背景(background)を持つ閉弦のスペクトルと同じスペクトルを持つ。閉弦の相互作用も、この変換の下に不変であることを示すことができる。このことは半径 R のコンパクト化した閉じたボゾン弦は、半径 α'/R の理論に等価であることを意味する。

## 超弦
T-双対のアイデアは、超弦理論のような、より一般な的な背景へ拡張することができる。T-双対は、タイプ IIの弦を互いに（タイプ IIAをタイプ IIBへ、タイプ IIBをタイプ IIAへ）入れ替える。またヘテロ弦を互いに（ヘテロ SO(32)をヘテロ  E8×E8 へ、ヘテロ E8×E8 をヘテロ SO(32) へ）入れ替える。例えば、問題の方向に一度巻き付いたタイプ IIAの弦から始めると、T-双対は、その方向に運動量を持つタイプ IIBの弦へ移す。巻数 2 を持つタイプ IIA弦は、運動量の単位 2つを持つタイプ IIB弦へ移すように、ほかも同様である。

## 開弦とD-ブレーン
T-双対は、D-ブレーンに作用すると、その次元を +1 するか -1 するように作用する。 

## ミラー対称性
アンドリュー・ストロミンジャー(Andrew Strominger)、シン＝トゥン・ヤウ(Shing-Tung Yau)、エリック・ザスロフ(Eric Zaslow)は、ミラー対称性が、カラビ・ヤウ空間の 3 次元トロイダルファイバー空間に適応したT-双対として理解できることを示した。

## 参照項目
- S-双対
- U-双対（英語版）
- ミラー対称性
- 弦双対性（英語版）